# Паоло Монтеро
Роналд Паоло Монтеро Иглесијас (шп. Rónald Paolo Montero Iglesias; 3. септембар 1971) је бивши уругвајски фудбалер и национални репрезентативац. Тренутно је тренер младог тима Јувентуса, а након смене Масимилијана Алегрија упоредо је предводио и први тим Јувентуса до краја такмичарске сезоне 2023/24.

## Каријера
Каријеру је почео у Пењаролу одакле са 21 годину прелази у Аталанту где проводи наредне 4 сезоне. Године 1996. прелази у Јувентус. Био је одличан у одбрани заједно са Фераром и Јулијаном, а одмах је прве сезоне освојио скудето, Интерконтинентални куп и Европски суперкуп, те је био поражен у финалу Лиге шампиона.
У дресу Јувентуса је остао све до 2005. и за девет сезона освојио 5 титула првака Италије (титула у сезони 2004/05. касније одузета због афере Калчополи), три италијанска суперкупа, и по један Интерконтинентални куп, Интертото куп и Европски суперкуп. Одиграо је укупно 278 утакмица и потигао 6 голова, од чега 3 у Лиги шампиона. У сезони 2006/07. је наступао за аргентински Сан Лоренцо, а каријеру је завршио 2007. у матичном Пењаролу.
За репрезентацију Уругваја је наступио 61 пут и постигао пет погодака. Играо је и на Мундијалу 2002. у Јапану и Јужној Кореји, али је због повреде пропустио Копа Америка 1995. године, када је Уругвај био домаћин и победник.

## Успеси
Јувентус
- Серија А (5) : 1996/97, 1997/98, 2001/02, 2002/03, 2004/05.[4]
- Суперкуп Италије (3) : 1997, 2002, 2003.
- УЕФА суперкуп (1) : 1996.
- Интерконтинентални куп (1) : 1996.
- Интертото куп (1) : 1999.
- Финалиста Лиге шампиона (3) : 1996/97, 1997/98, 2002/03.